# Abla bint Tahar
Abla bint Tahar (in arabo عبلة بنت الطاهر‎?; 5 settembre 1909 – Rabat, 1º marzo 1992) è stata la seconda moglie di Muhammad V del Marocco dal 1926 al 1961.

## Biografia

### Nascita
Nacque il 5 settembre 1909, come figlia più giovane del mulay Mohammed.

### Matrimonio
Il 27 ottobre 1926 sposò a Marrakech il cugino Muhammad bin Yusuf.

### Morte
Morì a Rabat il 1⁰ marzo 1992 all'età di 82 anni. Venne tumulata nel Mausoleo di Mohammed V.

## Commemorazione
A lei è dedicata la Moschea Lalla Abla di Tangeri.

## Discendenza
Abla bint Tahar e Muhammad V del Marocco ebbero due figli e tre figlie:
- Re Hasan II (1929-1999), dalla seconda moglie Latifa Amahzoune ebbe cinque figli;
- Principessa 'A'isha (1930-2011), dal primo marito Hassan al-Yaqubi ebbe due figlie;
- Principessa Malika (1933-2021), sposò Mohamed Cherkaoui ed ebbero quattro figli;
- Principe Abdellah (1935-1983), sposò Lamia Solh ed ebbero tre figli:
- Principessa Nuzha (1940-1977), sposò Ahmed Osman ed ebbero un figlio.

## Titoli e trattamento
- 5 settembre 1909 - 1⁰ marzo 1992: Sua Altezza, la principessa Abla del Marocco[2]

## Ascendenza
|                              |     |                                           | Genitori                      |  |  | Nonni |  |  | Bisnonni                |  |  | Trisnonni      |  |
|                              |     |                                           |                               |  |  |       |  |  | Muhammad IV del Marocco |  |  | 'Abd al-Rahman |  |
|                              |     |                                           |                               |  |  |       |  |  | Muhammad IV del Marocco |  |  | 'Abd al-Rahman |  |
|                              |     | Halima bint Sulayman al-Alaoui            |                               |  |  |       |  |  | Muhammad IV del Marocco |  |  |                |  |
| Hasan I del Marocco          |     |                                           |                               |  |  |       |  |  | Muhammad IV del Marocco |  |  |                |  |
|                              |     | Safiya bint Maimun bin Mohammed al-Alaoui | Maimun bin Mohammed al-Alaoui |  |  |       |  |  |                         |  |  |                |  |
|                              |     | Safiya bint Maimun bin Mohammed al-Alaoui | Maimun bin Mohammed al-Alaoui |  |  |       |  |  |                         |  |  |                |  |
|                              |     | Safiya bint Maimun bin Mohammed al-Alaoui | ...                           |  |  |       |  |  |                         |  |  |                |  |
| Mohammed al-Tahar bin Hassan |     | Safiya bint Maimun bin Mohammed al-Alaoui |                               |  |  |       |  |  |                         |  |  |                |  |
|                              |     | ...                                       | ...                           |  |  |       |  |  |                         |  |  |                |  |
|                              |     | ...                                       | ...                           |  |  |       |  |  |                         |  |  |                |  |
|                              |     | ...                                       | ...                           |  |  |       |  |  |                         |  |  |                |  |
| Ruqiya al-Amrani             |     | ...                                       |                               |  |  |       |  |  |                         |  |  |                |  |
|                              |     | ...                                       | ...                           |  |  |       |  |  |                         |  |  |                |  |
|                              |     | ...                                       | ...                           |  |  |       |  |  |                         |  |  |                |  |
|                              |     | ...                                       | ...                           |  |  |       |  |  |                         |  |  |                |  |
| Abla bint Tahar              |     | ...                                       |                               |  |  |       |  |  |                         |  |  |                |  |
|                              | ... | ...                                       |                               |  |  |       |  |  |                         |  |  |                |  |
|                              | ... | ...                                       |                               |  |  |       |  |  |                         |  |  |                |  |
|                              | ... | ...                                       |                               |  |  |       |  |  |                         |  |  |                |  |
| ...                          | ... |                                           |                               |  |  |       |  |  |                         |  |  |                |  |
|                              |     | ...                                       | ...                           |  |  |       |  |  |                         |  |  |                |  |
|                              |     | ...                                       | ...                           |  |  |       |  |  |                         |  |  |                |  |
|                              |     | ...                                       | ...                           |  |  |       |  |  |                         |  |  |                |  |
| ...                          |     | ...                                       |                               |  |  |       |  |  |                         |  |  |                |  |
|                              |     | ...                                       | ...                           |  |  |       |  |  |                         |  |  |                |  |
|                              |     | ...                                       | ...                           |  |  |       |  |  |                         |  |  |                |  |
|                              |     | ...                                       | ...                           |  |  |       |  |  |                         |  |  |                |  |
| ...                          |     | ...                                       |                               |  |  |       |  |  |                         |  |  |                |  |
|                              |     | ...                                       | ...                           |  |  |       |  |  |                         |  |  |                |  |
|                              |     | ...                                       | ...                           |  |  |       |  |  |                         |  |  |                |  |
|                              |     | ...                                       | ...                           |  |  |       |  |  |                         |  |  |                |  |
|                              |     | ...                                       |                               |  |  |       |  |  |                         |  |  |                |  |